# سرطان عنق الرحم
سرطان عنق الرحم (بالإنجليزية: cervical cancr)‏ وهو سرطان الرحم الخبيث الذي يصيب عنق الرحم، ويحتل المرتبة الثانية في السرطانات من حيث الانتشار بين النساء، السبب الرئيسي للإصابة بهذا السرطان هو الإصابة بالفيروس (HPV). هذا المرض لا يسبب الآلام وإنما يتصاحب بنزف بسيط. ولكن عندما يكون السرطان كبير ويتطور إلى مرحلة الورم فقد يتسبب بخروج سائل وردي اللون له رائحة. في المراحل الأولى من ظهور المرض قد يكون استئصال المكان المصاب عن طريق الليزر كافيا، ولكن في المراحل المتقدمة قد يجب ازالة الرحم بشكل كامل وفي بعض الأحيان يستدعي الوضع إلى ازالة بعض الاعضاء المحيطة إذا كان في مرحلة متقدمة وانتشر لها. وللكشف المبكر عن المرض يجب اللجوء بشكل دوري إلى إجراء فحص طبي عن احتمال الإصابة. وان أخذ لقاح ضد هذا المرض يقي من احتمال الإصابة بأربع أنواع من فيروس ال HVP وبهذا يقلل اللقاح إلى درجة ما من خطر الإصابة بهذا المرض.

## في علم الوبائيات
ان سرطان عنق الرحم هو ثان أكثر سرطان يصيب النساء عالميا، في عام 2002 اصيب حوالي 500.000 امرأة بهذا المرض وماتت حوالي 273.000 امرأة بسببه، وبحسب الاحصائية العالمية للأمراض المسببة لوفاة النساء وبشكل خاص الأمراض التي تصيب الانسجة، احتل هذا المرض المرتبة الأولى كمسبب بنسبة 60% للوفيات المصابات بأمراض الانسجة.
احتمالية الإصابة بالمرض:
ان احتمالية الإصابة بالمرض تختلف من مكان لأخر ومن دولة لأخرى فعلى سبيل المثال في فلندا تصل نسبة الإصابة بالمرض إلى 3.6 من كل 100.00 اما في كولومبيا فتصاب تقريبا 45 امرأة من كل 100.000 بهذا المرض سنويا، وفي ألمانيا فالنسبة تتراجع إلى 12 امرأة من كل 100.000 تصاب بهذا المرض سنويا حسب احصائية في عام 2002. كما اظهرت نفس الاحصائية ان هذه النسبة تزداد من 50 إلى 100 ضعف عند النساء اللائي لديهن استعداد وراثي، قديما كان هذا السرطان من أعلى نسب السرطانات المسببة عن طريق العوامل الوراثية. ولكن عن طريق الفحوص الدورية امكن من تخفيض احتمال الإصابة بنسبة 25% في أوروبا.

## العمر الوسطي للإصابة بالمرض
يظهر هذا المرض على الأغلب بين عمر 45 و 55 عام، ولكن مرحلة الإصابة الفيروسية المسببة لهذا السرطان تكون قد بدأت على الأغلب بعمر بين عمر 20 حتى 30 عام. العمر الوسطي لاكتشاف المرض سريريا هو 52 عام.كما يمكن لهذا المرض الظهور خلال فترة الحمل. وتتراوح هذه النسبة حوالي 1.2 امرأة من كل 10.000.

## الأسباب الرئيسية
لوحظ وبشكل واسع بأن أغلب المسببات لهذا المرض هو الفيروس HPVهو كروي الشكل لايحتوي على غلاف ويحتوي على حمض نووي DNA ثنائي، وهذا الفيروس هو من الفيروسات الحليمية التي تضم حوالي 200 نوع مختلفة من الفيروسات، قسم كبير من هذه الفيروسات غير ضار بالبشر وفي معظمها تهاجم الاغشية المخاطية والطبقات القاعدية في الجلد مسببة ظهور دمامل غير مستحبة. ولكن الفئة السادسة عشر والثامة عشر تكون السبب في حوالي 70% في الإصابة بهذا السرطان، كما أن تناول هرمونات الاستروجين الصناعية في علاج أعراض الاياس (نهاية الدورة الشهرية) عند المرأة يسبب الإصابة بسرطان الرحم إذا أخذت بجرعات كبيرة.
وقد تتسبب عوامل أخرى كالتدخين وضعف الجهاز المناعي والنشاط الجنسي وممارسة الجنس بدون محاذير وعدم النظافة الشخصية والإهمال كذلك فان الانجاب المتكرر وكل هذه الأسباب تلعب دورا في تسبب بهذا النوع من السرطان.

### الإصابة بفيروس الHPV

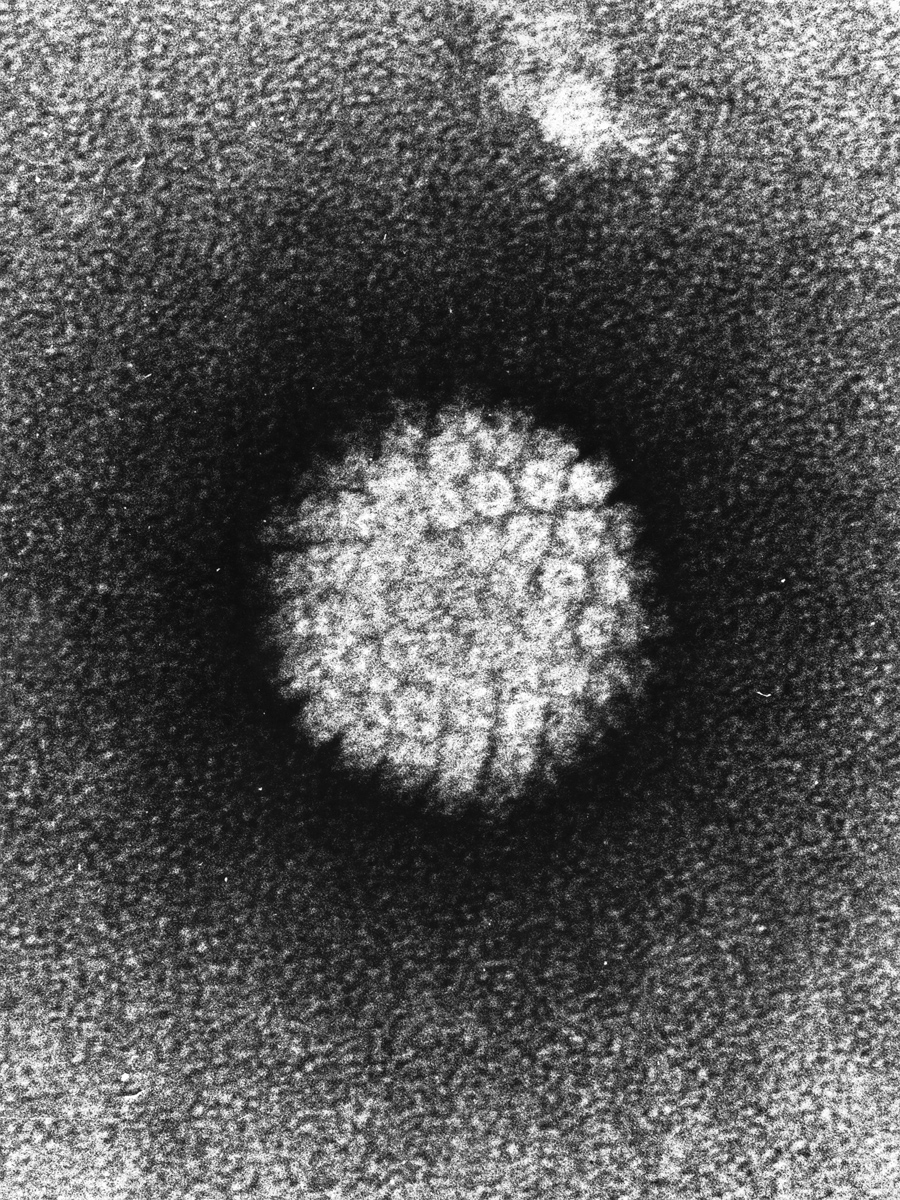
فيروس ال HPVبالمجهر الاليكتروني

الإصابة الأولى بهذا الفيروس تكون على الأغلب في عمر الشباب عن طريق العدوى وعلى الأغلب بسبب العلاقات الجنسية. في الغالب يبقى الفيروس لسنوات عديدة غير فعال أو بمعنى اخر يتعايش بشكل سلمي. وبحسب الإحصائيات فان احتمالية الإصابة بهذا المرض ترتفع بعد الممارسة الأولى للجنس وكما ذكرنا سابقا ان تعدد الشركاء في العملية الجنسية واهمال النظافة العامة هي من الأسباب القوية لانتقال الفيروس HPV. كما أنه من الممكن ان تطرأ الإصابة بهذا الفيروس بدون الممارسات الجنسية ولكن بصورة اقل. على سبيل المثال عند الولادة يمكن ان تنتقل إلى الرضيعة. نظريا يمكن ان ينتقل هذا المرض عن طريق الملامسة عن طريق اليد واستخدام الحمامات العامة وما شابه ولكن كل هذه الفرضيات هي في طور الدراسة ولم يمكن حتى الآن اثباتها بشكل قطعي.
و عندما يجد الفيروس نفسه في المكان المناسب والمناخ الملائم بين الخلايا القاعدية لغشاء الرحم فانه يعمل على تسخير الخلايا وكل مدخراتها البروتينية لمضاعفة حمضه النووي وإنتاج فيروسات جديدة والتي بدورها تهاجم خلايا أخرى سليمة، وذلك لأن الفيروسات لا تستطيع التكاثر وزيادة اعدادها بدون معيل وفي هذه الحال تلعب خلايا الرحم أو عنق الرحم دور المعيل.
وفي هذه الحالة يجب على خلايا الرحم ان تكون محرضة للانقسام لكي تنتج اعداد جديدة من الفيروس وبالتحديد في هذه المرحلة يطرأ الخطأ التالي: الفيروسات المحرضة تقوم بتعطيل مراكز تنظيم التحكم بالانقسام الخلوي. وفي سياق متصل يقود هذا الانقسام غير المنتظم إلى موت ذاتي مبرمج لهذه الخلايا. كما أن الفيروس يستطيع ان يزرع صفاته الوراثية في داخل الحمض النووي للخلية مما قد يودي إلى انقسامات غير منتظمة ولا تحتاج إلى تحريض هرموني وكل هذا كافي لبناء الورم السرطاني. في الحالة الطبيعة وبوجود جهاز مناعي سليم، يستطيع هذا الجهاز باكتشاف الخلايا المصابة بشكل سريع ويقوم بالقضاء عليها بشكل كامل، حوالي 70% من المصابين تعافوا من الإصابة بعد سنتين بشكل تلقائي. وهنا تجدر الإشارة ان المصابين لم يكونوا قد اصيبوا بالسرطان بعد وانما كانو في طور مهاجمة الفيروس للخلايا.
وفي بعض الأحيان ينجح الفيروس ولسبب غير معروف حتى الآن في خداع الجهاز المناعي ويستطيع ان يتغلب عليه.
اما النساء اللواتي يصبّن بالعدوى فقد تستغرق مرحلة تطور العدوى إلى فيروس حوالي 10 إلى 20 عاما بعد الإصابة، وهذا ما يوضح لنا لما ان أغلب الحالات المصابة تتراوح اعمارها بين 35 وال 40. أي بعد حوالي 10 إلى 20 سنة من مباشرة النشاط الجنسي.

### التدخين
لا يعتبر التدخين بالضرورة مسببا رئيسيا للمرض ولكن تعتبر خطورة الفيروس HPVعند النساء المدخنات أعلى من خطورته عند النساء غير المدخنات أو اللاتي لم يدخن قط، والجدير بالذكر هنا ان التدخين يزيد من خطورة الإصابة بسرطان الخلايا الظهارية وليس الخلايا الغدية أو ما يسمى بالسرطان الفصيصي، وهناك أمور كثيرة تؤثر على ارتفاع الخطورة كعدد السجائر المدخنة في اليوم والعمر كذلك عمر المدخن عندما بدأ التدخين، كذلك فان المواد الناتجة عن تفكك دخان التبغ والمحرضة للسرطان يمكن ان يلاحظ وجودها في الغشاء المخاطي لعنق الرحم.كما أن الإصابة بفيروس ال HPVعند المدخنات يمكن تبقى لفترة أطول مما قد يرفع احتمالات الإصابة بسرطان عنق الرحم.

### وسائل منع الحمل الفموية
يرتبط الاستخدام طويل الأمد لموانع الحمل الفموية بزيادة خطر الإصابة بسرطان عنق الرحم لدى النساء اللاتي أصبن بفيروس الورم الحليمي البشري. تتعرض النساء اللاتي استخدمن وسائل منع الحمل الفموية لمدة تتراوح بين 5 إلى 9 سنوات لخطر الإصابة بالسرطان الغازي بنسبة تزيد عن ثلاثة أضعاف، وتتعرض اللاتي استخدمنها لمدة 10 سنوات أو أكثر لخطر الإصابة بنسبة تزيد عن أربعة أضعاف.

### الحمل المتعدد
يرتبط الحمل المتكرر بزيادة خطر الإصابة بسرطان عنق الرحم. بين النساء المصابات بفيروس الورم الحليمي البشري، فإن أولئك اللاتي أنجبن سبع حالات حمل كاملة أو أكثر يكون لديهن خطر الإصابة بالسرطان أعلى بنحو أربعة أضعاف مقارنة بالنساء اللاتي لم يحملن، ومرتين إلى ثلاث مرات خطر الإصابة بالسرطان مقارنة بالنساء اللاتي أنجبن حالة حمل كاملة واحدة أو حالتين.

### أسباب أخرى
ويعتقد ان أسباب وعوامل إضافية قد تسبب وتقوي عامل الإصابة كبعض الأمراض التي تصيب الأعضاء التناسلية كمرض الهربس أو الإصابة بالمتدثرات البكتيرية وفي حال الإصابة بفيروس ال HVP فإن هذه الأمراض تزيد من خطورة الإصابة بالسرطان.

## العلامات والأعراض
قد تكون المراحل المبكرة من سرطان عنق الرحم خالية من الأعراض. النزيف المهبلي (أحد الأشكال الأكثر شيوعًا هو النزيف بعد الجماع)، أو (نادرًا) الكتلة المهبلية التي قد تشير إلى وجود ورم خبيث. أيضًا الألم المعتدل أثناء الجماع والإفرازات المهبلية من أعراض سرطان عنق الرحم. في حالة المرض المتقدم ، قد توجد النقائل في البطن ، الرئة ، أو في أي مكان آخر .
قد تشمل أعراض سرطان عنق الرحم في المراحل المتقدمة: فقدان الشهية، فقدان الوزن، التعب،آلام الحوض، آلام الظهر، آلام الساق، تورم الساقين، النزيف المهبلي الشديد، كسور العظام،(نادرًا) تسرب البول أو البراز من المهبل. يعد النزيف بعد الغسل أو بعد فحص الحوض من الأعراض الشائعة سرطان عنق الرحم.

## التشخيص

### الخزعة
يمكن استخدام اختبار باب كاختبار فحص ولكنه يعطي نتيجة سلبية خاطئة في ما يصل إلى 50% من حالات سرطان عنق الرحم. وهناك مصدر قلق آخر يتمثل في تكلفة إجراء اختبارات باب، مما يجعلها باهظة الثمن في العديد من مناطق العالم.
يتطلب تأكيد تشخيص سرطان عنق الرحم أو ما قبل السرطان إجراء خزعة من عنق الرحم. يتم ذلك غالبًا من خلال تنظير المهبل، وهو فحص بصري مكبر لعنق الرحم بمساعدة محلول حمض الأسيتيك المخفف (مثل الخل) لتسليط الضوء على الخلايا غير الطبيعية على سطح عنق الرحم، مع التباين البصري الذي يوفر عن طريق صبغ الأنسجة الطبيعية باللون البني الماهوجني باستخدام يود لوغول. تشمل الأجهزة الطبية المستخدمة في خزعة عنق الرحم ملقط اللكمة. يشكل الانطباع بالمنظار المهبلي، وهو تقدير شدة المرض بناءً على الفحص البصري، جزءًا من التشخيص. وتشمل الإجراءات التشخيصية والعلاجية الأخرى عملية الاستئصال الكهربائي الحلقي والاستئصال المخروطي العنقي، حيث يتم إزالة البطانة الداخلية لعنق الرحم لفحصها مرضيًا. يتم إجراء هذه الفحوصات إذا أكدت الخزعة وجود خلل تنسج داخل الظهارة العنقية الشديد.
في كثير من الأحيان، قبل إجراء الخزعة، يطلب الطبيب إجراء تصوير طبي لاستبعاد الأسباب الأخرى لأعراض المرأة. يستخدم وسائل التصوير مثل الموجات فوق الصوتية ، والتصوير المقطعي المحوسب، والتصوير بالرنين المغناطيسي للبحث عن تناوب المرض، وانتشار الورم، وتأثيره على الهياكل المجاورة. تظهر عادةً على شكل كتل غير متجانسة في عنق الرحم.
يمكن للتدخلات مثل تشغيل الموسيقى أثناء الإجراء ومشاهدة الإجراء على شاشة أن تقلل من القلق المرتبط بالفحص.

## وسائل العلاج
ساعد اختبار بابا نيكولا على انقاص نسبة الوفيات من سرطان عنق الرحم، حيث يؤخذ سائل من المهبل أو خلايا من عنق الرحم ويتم فحصها بواسطة المجهر، وميزة هذه الطريقة هي اكتشاف سرطان الرحم قبل ظهورة بحوالي 5 – 10 سنوات. كذلك الجراحة تعتبر الطريقة الرئيسية لعلاج سرطان الرحم، وهناك عملية استئصال فرعية يتم فيها استئصال الرحم قناة فالوب، أما العملية الجراحية الشاملة فتشمل ازالة عنق الرحم، وفي بعض الحالات يتم ازالة أحد المبيضين أو كليهما. أيضاً يتم العلاج عن طريق المعالجة الاشعاعية وذلك بقذف السرطان بالاشعة السينية أو جسيمات من مواد مشعة مثل: (الكوبالت 60، والراديوم). ويمكن للنساء إجراء فحص مسحات عنق الرحم كل ثلاث إلى خمس سنوات. وعموماً المداومة على العادات الصحية والابتعاد عن الخاطئة مثل: الرياضة والتقليل من الأطعمة الدسمة يؤدي إلى الوقاية من مرض السرطان.

## روابط خارجية
- سرطان عنق الرحم على مشروع الدليل المفتوح